# The Transformers: Mystery of Convoy
The Transformers: Mystery of Convoy (戦え! 超ロボット生命体トランスフォーマー コンボイの謎(ナゾ), Tatakae! Chō Robotto Seimeitai Toransufōmā: Konboi no Nazo) est un jeu vidéo de type run and gun développé par ISCO et édité par Takara, sorti en 1986 sur NES.

## Accueil
Dans une rétrospective, 1UP.com a critiqué le jeu pour son haut niveau de difficulté, la manière dont la capacité de transformation est implémenté et le fait que les neuf niveaux bouclent infiniment si le joueur ne suit pas une procédure précise
.
Le jeu a été présenté dans l'émission GameCenter CX.